# Christlich-Konservative Partei Minden-Ravensbergs

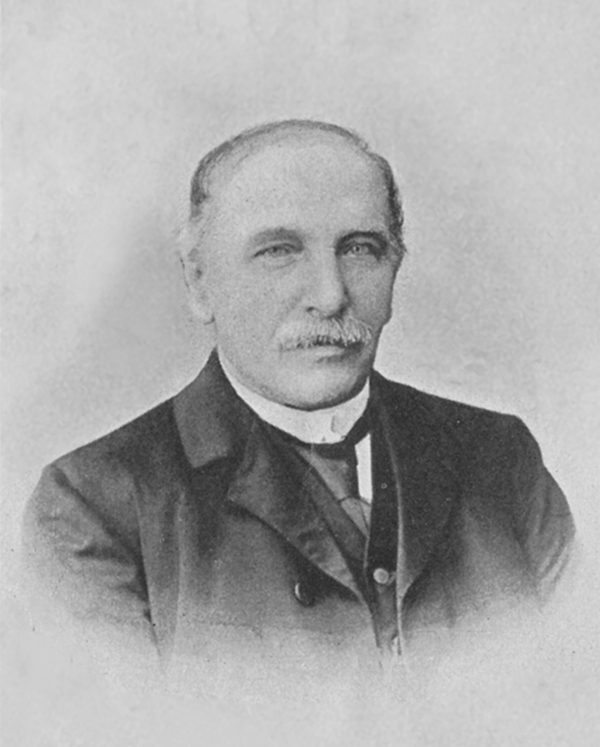
Karl Strosser

Die Christlich-Konservative Partei Minden-Ravensberg wurde in den 1860er Jahren von dem Herforder Bürgermeister Karl Strosser neu organisiert, nachdem sie bei den Wahlen in Preußen von 1858 schwere Verluste hatte hinnehmen müssen. Strosser gewann unter anderem den Jöllenbecker Erweckungsprediger Johann Heinrich Volkening für eine Mitarbeit in der Partei. Damit war auf Dauer ein erhöhtes Ansehen der Partei in weiten Kreisen der von der Erweckungsbewegung geprägten Bevölkerung verbunden. Strosser leitete die Partei bis 1872, als er von Herford nach Münster versetzt wurde.
Von 1872 bis 1899 übernahm der Mennighüffener Erweckungsprediger und spätere Superintendent des Kirchenkreises Herford, Theodor Schmalenbach, den Vorsitz der Partei, die im Jahre 1876 in der damals neu gegründeten Deutschkonservativen Partei aufging, im Unterschied zu jener aber bei ihrem Namen „Christlich-Konservative Partei Minden-Ravensberg“ blieb. In den Jahren 1877 bis 1893 errang die Partei 16 von den 19 in den drei minden-ravensbergischen Wahlkreisen Herford-Halle, Minden-Lübbecke und Bielefeld-Wiedenbrück zu gewinnenden Reichstagsmandaten. Das Parteiorgan war ab Januar 1862 die in Minden erscheinende Wochenzeitung Conservativer Volksfreund. Fürchtet Gott, ehret den König.